# Rodolfo Dubó
Rodolfo Dubó (Punitaqui, 11 september 1953) is een voormalig profvoetballer uit Chili, die gedurende zijn carrière speelde als aanvallende middenvelder.

## Clubcarrière
Dubó speelde clubvoetbal in Chili voor CD Palestino en Universidad de Chile. Hij beëindigde zijn carrière in 1985.

## Interlandcarrière
Dubó speelde 46 officiële interlands voor Chili, en scoorde drie keer voor de nationale ploeg in de periode 1977-1985. Hij maakte zijn debuut in de vriendschappelijke thuiswedstrijd tegen Paraguay (4-0) op 26 januari 1977, net als middenvelder Manuel Rojas. Dubó nam met Chili deel aan het WK voetbal 1982 in Spanje, en maakte eveneens deel uit van de Chileense selecties voor de Copa América 1979 en de Copa América 1983.
| Interlanddoelpunten | Interlanddoelpunten | Interlanddoelpunten | Interlanddoelpunten | Interlanddoelpunten | Interlanddoelpunten | Interlanddoelpunten | Interlanddoelpunten |
| #                   | Datum               | Locatie             | Wedstrijd           | Goal(s)             | Score               | Uitslag             | Wedstrijd           |
| ------------------- | ------------------- | ------------------- | ------------------- | ------------------- | ------------------- | ------------------- | ------------------- |
| 1                   | 11/05/1983          | Santiago            | Chili – Argentinië  | 82'                 | 2 – 2               | 2 – 2               | Oefenduel           |
| 2                   | 08/09/1983          | Santiago            | Chili – Venezuela   | 25'                 | 2 – 0               | 5 – 0               | Copa América        |
| 3                   | 11/09/1983          | Santiago            | Chili – Uruguay     | 9'                  | 1 – 0               | 2 – 0               | Copa América        |

## Erelijst
CD Palestino
- Primera División

1978
- Copa Chile:

1977